# Lacipa
Lacipa es un género de polillas de la subfamilia Lymantriinae. El género fue descrito por primera vez por Francis Walker en 1855.

## Especies
- Lacipa argyroleuca Hampson, 1910 Sur de Nigeria
- Lacipa bizonoides Butler, 1894 Tanzania
- Lacipa compta Collenette, 1952 del noroeste de Zimbabue
- Lacipa croceigramma Hampson, 1910 Norte de Nigeria
- Lacipa elgonensis Collenette, 1952 Uganda
- Lacipa exetastes Collenette, 1952 Malaui
- Lacipa florida (Swinhoe, 1903) África oriental
- Lacipa flavitincta Hampson, 1910 África oriental
- Lacipa floridula (Hering, 1926) Tanzania
- Lacipa gemmatula Hering, 1926 Angola
- Lacipa gracilis Hopffer, 1862 África oriental
- Lacipa heterosticta Hampson, 1910 Uganda
- Lacipa impuncta Butler, 1898 África oriental
- Lacipa jefferyi (Collenette, 1931) Kenia
- Lacipa megalocera Collenette, 1952 Congo
- Lacipa melanosticta Hampson, 1910 Kenia
- Lacipa neavei Collenette, 1952 Malaui
- Lacipa nobilis (Herrich-Schäffer, [1855]) Sur de África
- Lacipa ostra (Swinhoe, 1903) África oriental
- Lacipa picta (Boisduval, 1847) Zimbabue, Sur de África
- Lacipa pseudolacipa (Hering, 1926) Tanzania
- Lacipa pulverea Distant, 1898 Sur de África
- Lacipa quadripunctata Dewitz, 1881 Sur de África
- Lacipa rivularis (Gaede, 1916)
- Lacipa robusta Hering, 1926 Camerún
- Lacipa sarcistis Hampson, 1905 Sur de África
- Lacipa sarcistoides Hering, 1926 Tanzania
- Lacipa subpunctata Bethune-Baker, 1911 Angola
- Lacipa sundara (Swinhoe, 1903) Uganda, África oriental
- Lacipa tau Collenette, 1931 Tanzania
- Lacipa xuthoma Collenette, 1936 Kenia